# チアゴ・タバレス
チアゴ・タバレス（Thiago Tavares、1984年11月8日 - ）は、ブラジルの男性総合格闘家。サンタカタリーナ州フロリアノーポリス出身。チーム・タバレス所属。元IT'S SHOWTIME 70kg MAX MMA王者。

## 来歴
5歳で柔道を始め、UFC 1でのホイス・グレイシーの活躍をテレビで見て、9歳でブラジリアン柔術を始めた。
2003年、プロ総合格闘技デビュー。
2006年3月5日、イングランドで開催されたCWFCのウェルター級トーナメント1回戦でダニエル・ベイケルにフロントチョークで一本勝ちするも、負傷により準決勝を棄権した。

### UFC
2007年4月5日、デビューから11連勝でUFCに初参戦。UFC Fight Night: Stevenson vs. Guillardで小谷直之と対戦し、判定勝ち。
2007年9月22日、UFC 76でタイソン・グリフィンと対戦し、判定負け。キャリア初の黒星となり、プロデビュー以来の連勝は13でストップした。敗れたもののファイト・オブ・ザ・ナイトを受賞した。
2008年6月7日、UFC 85でマット・ワイマンと対戦し、パウンドでKO負け。ファイト・オブ・ザ・ナイトを受賞した。9月6日、UFC 88でカート・ペレグリーノと対戦し、判定負け。敗れたものの2試合連続のファイト・オブ・ザ・ナイトを受賞した。
2010年8月1日、UFC Live: Jones vs. Matyushenkoでヴィラミー・シケリムと対戦予定であったが、シケリムが膝の負傷により欠場し試合が消滅した。
2013年1月19日、 UFC on FX 7でハビブ・ヌルマゴメドフと対戦し、グラウンドの肘打ちでTKO負け。試合後の薬物検査でドロスタナロンの陽性反応が検出されたため、ブラジリアンMMAアスレチック・コミッションから9か月間の出場停止処分を受けた。
2014年8月16日、フェザー級転向初戦となったUFC Fight Night: Bader vs. St. Preuxでロビー・ペラルタと対戦し、リアネイキドチョークで一本勝ち。パフォーマンス・オブ・ザ・ナイトを受賞した。
2015年6月6日、UFC Fight Night: Boetsch vs. Hendersonでブライアン・オルテガと対戦し、マウントパンチでTKO負け。ファイト・オブ・ザ・ナイトを受賞した。
2015年11月7日、UFC Fight Night: Belfort vs. Henderson 3でフェザー級ランキング11位のクレイ・グイダと対戦し、ギロチンチョークで一本勝ち。パフォーマンス・オブ・ザ・ナイトを受賞した。

## 戦績
| 総合格闘技 戦績 | 総合格闘技 戦績 | 総合格闘技 戦績 | 総合格闘技 戦績 | 総合格闘技 戦績 | 総合格闘技 戦績 | 総合格闘技 戦績 |
| --------------- | --------------- | --------------- | --------------- | --------------- | --------------- | --------------- |
| 33 試合         | (T)KO           | 一本            | 判定            | その他          | 引き分け        | 無効試合        |
| 22 勝           | 3               | 14              | 5               | 0               | 1               | 0               |
| 10 敗           | 7               | 0               | 3               | 0               | 1               | 0               |

| 勝敗 | 対戦相手                   | 試合結果                            | 大会名                                                                | 開催年月日     |
| ×    | ラシッド・マゴメドフ       | 2R 3:36 TKO（ボディパウンド）       | PFL 9: 2018 Season PFL Playoffs 2 【プレーオフ ライト級 準決勝】      | 2018年10月13日 |
| ×    | イスラム・マメドフ         | 5分2R終了 判定0-3                   | PFL 9: 2018 Season PFL Playoffs 2 【プレーオフ ライト級 1回戦】       | 2018年10月13日 |
| ○    | アルトゥル・エストラスラズ | 5分3R終了 判定2-1                   | PFL 5: 2018 Regular Season                                            | 2018年8月2日   |
| ×    | ロバート・ワトリー         | 2R 0:35 TKO（左ローキック）         | PFL 2: 2018 Regular Season                                            | 2018年6月21日  |
| ○    | マウリシオ・マシャド       | 1R 0:46 TKO（パンチ連打）           | Aspera FC 49: Glaico vs. Bilik                                        | 2017年2月18日  |
| ×    | チェ・ドゥホ               | 1R 2:42 KO（右ストレート→パウンド） | The Ultimate Fighter 23 Finale                                        | 2016年7月8日   |
| ○    | クレイ・グイダ             | 1R 0:39 ギロチンチョーク            | UFC Fight Night: Belfort vs. Henderson 3                              | 2015年11月7日  |
| ×    | ブライアン・オルテガ       | 3R 4:10 TKO（マウントパンチ）       | UFC Fight Night: Boetsch vs. Henderson                                | 2015年6月6日   |
| ○    | ロビー・ペラルタ           | 1R 4:27 リアネイキドチョーク        | UFC Fight Night: Bader vs. St. Preux                                  | 2014年8月16日  |
| ○    | ジャスティン・サラス       | 1R 2:38 リアネイキドチョーク        | UFC Fight Night: Belfort vs. Henderson                                | 2013年11月9日  |
| ×    | ハビブ・ヌルマゴメドフ     | 1R 1:55 TKO（グラウンドの肘打ち）   | UFC on FX 7: Belfort vs. Bisping                                      | 2013年1月19日  |
| ○    | サム・スタウト             | 5分3R終了 判定3-0                   | UFC 142: Aldo vs. Mendes                                              | 2012年1月14日  |
| ○    | スペンサー・フィッシャー   | 2R 2:51 TKO（マウントパンチ）       | UFC 134: Silva vs. Okami                                              | 2011年8月27日  |
| ×    | シェーン・ローラー         | 2R 1:28 KO（スタンドパンチ連打）    | UFC Live: Sanchez vs. Kampmann                                        | 2011年3月3日   |
| ○    | パット・オーディンウッド   | 1R 3:47 ギロチンチョーク            | UFC 119: Mir vs. Cro Cop                                              | 2010年9月25日  |
| △    | ニック・レンツ             | 5分3R終了 判定0-1                   | UFC Fight Night: Maynard vs. Diaz                                     | 2010年1月11日  |
| ○    | マニー・ガンブリャン       | 5分3R終了 判定3-0                   | UFC 94: St-Pierre vs. Penn 2                                          | 2009年1月31日  |
| ×    | カート・ペレグリーノ       | 5分3R終了 判定0-3                   | UFC 88: Breakthrough                                                  | 2008年9月6日   |
| ×    | マット・ワイマン           | 2R 1:57 KO（右ストレート→パウンド） | UFC 85: Bedlam                                                        | 2008年6月7日   |
| ○    | 小見川道大                 | 5分3R終了 判定3-0                   | UFC Fight Night: Swick vs. Burkman                                    | 2008年1月23日  |
| ×    | タイソン・グリフィン       | 5分3R終了 判定0-3                   | UFC 76: Knockout                                                      | 2007年9月22日  |
| ○    | ジェイソン・ブラック       | 2R 2:49 三角絞め                    | UFC Fight Night: Stout vs. Fisher                                     | 2007年6月12日  |
| ○    | 小谷直之                   | 5分3R終了 判定3-0                   | UFC Fight Night: Stevenson vs. Guillard                               | 2007年4月5日   |
| ○    | マーク・ドゥンカン         | 1R 3:39 チョークスリーパー          | IT'S SHOWTIME: Alkmmar 【IT'S SHOWTIME 70kg MAX MMA王座決定戦】       | 2006年12月3日  |
| ○    | ウラス・アスラン           | 1R 2:45 TKO（パンチ連打）           | 2H2H: Pride & Honor                                                   | 2006年11月12日 |
| ○    | アドリアーノ・ゴンサウベス | 2R 4:12 三角絞め                    | Sul Fight Championship 1                                              | 2006年9月16日  |
| ○    | ロマーノ・デロス・レイエス | 2R 1:24 ギブアップ                  | Rumble of Amsterdam 3 【ライト級トーナメント 決勝】                   | 2006年5月21日  |
| ○    | マチュー・ラワラタ         | 1R 0:59 ヒールホールド              | Rumble of Amsterdam 3 【ライト級トーナメント 1回戦】                  | 2006年5月21日  |
| ○    | ダニエル・ベイケル         | 3R 4:47 フロントチョーク            | Cage Warriors: Enter the Wolfslair 【ウェルター級トーナメント 1回戦】 | 2006年3月5日   |
| ○    | マルシオ・セザール         | 2R 3:03 チョークスリーパー          | Storm Samurai 9                                                       | 2005年11月20日 |
| ○    | ファビアーノ・アダムス     | 1R 0:55 チョークスリーパー          | X-treme Combat                                                        | 2005年6月5日   |
| ○    | ジョニー                   | 1R 4:38 三角絞め                    | CO: Muay Thai & Vale Tudo                                             | 2004年5月2日   |
| ○    | ジェームス・ジョーンズ     | 2R 1:18 三角絞め                    | Reality Fighting 5                                                    | 2003年11月1日  |
| ○    | ブライアン・ゲラティー     | 5分2R終了 判定3-0                   | Freestyle Combat Challenge 12                                         | 2003年10月18日 |

## 獲得タイトル
- Rumble of Amsterdam 3 優勝（2006年）
- 初代IT'S SHOWTIME 70kg MAX MMA王座（2006年）

## 表彰
- ブラジリアン柔術 黒帯三段
- UFC ファイト・オブ・ザ・ナイト（4回）
- UFC サブミッション・オブ・ザ・ナイト（1回）
- UFC パフォーマンス・オブ・ザ・ナイト（2回）